# François Mireur
Pour les articles homonymes, voir Mireur.
François Mireur, né à Escragnolles (Alpes-Maritimes) le 9 février 1770, décédé à Damanhur, pendant la campagne d'Égypte, le 9 juillet 1798, est un général de brigade de la Révolution française.

## Biographie

### Sous la Révolution
Issu de la bourgeoisie rurale du pays de Grasse, alors dans le Var, François Mireur arrive à Montpellier à dix-neuf ans en 1789 pour y suivre les cours de la Faculté de Médecine. Il y retrouva un oncle, abbé de l'église de Saint-Denis. Au printemps de 1792 il devient docteur en médecine, mais choisit de s'engager dans l'armée, rejoignant en juin le bataillon des volontaires de l'Hérault. Tout le pays est alors occupé par la Révolution et par la guerre. Depuis la convocation des États généraux, la prise de la Bastille, la Déclaration des droits de l'homme et du citoyen, le vote de la Constitution, avait émergé à Montpellier une immense exaltation patriotique. Dès 1790, Mireur participe activement au club des Amis de la Constitution et de l'Egalité, affilié à ce qui se nommera le club des Jacobins à Paris. Dans cette société il milite aux côtés des Montpelliérains Cambon, futur spécialiste des finances publiques, président de la Convention et régicide, Cambacérès, futur grand légiste et archichancelier de l'empire, et du maire Durand, girondin qui sera exécuté pendant la Terreur. « Mon zèle, ma philanthropie firent de moi le capitaine de la garde nationale de Montpellier, laquelle avec d'autres citoyens s'empara de la vieille citadelle royale dans la nuit du 1er au 2 mai. Ce fut notre Bastille ! ».
Adepte des idées nouvelles, franc-maçon comme une bonne partie des élites de l'époque, Mireur fait de nombreuses propositions : rendre publiques les séances du Conseil Municipal de la Commune, supprimer les différences entre les riches et les pauvres lors des enterrements, dispenser gratuitement l'enseignement aux enfants, lutter contre la présence des chiens enragés dans la commune.
Le 20 avril 1792, la France avait déclaré la guerre à l'empire d'Autriche en raison de soupçons de collusion avec le roi Louis XVI et la reine Marie-Antoinette, fille de l'impératrice Marie-Thérèse. Le sentiment national naissant est à son comble. Le 20 juin 1792, en route vers Paris pour rejoindre le front, Mireur se rend à Marseille à la demande de son club avec un camarade de médecine, Henri Goguet, pour coordonner la marche vers Paris des volontaires du Midi qui s'engagent pour combattre l'Autriche - le gouvernement fait alors appel aux volontaires pour peupler les rangs de l'armée royale désorganisée par les événements politiques. Le 22 juin, au cours du repas donné en son honneur au lendemain d'un discours devant le club des Amis de la Constitution de Marseille, Mireur entonne pour la première fois le Chant de Guerre pour l'Armée du Rhin, composé par un capitaine du génie, Claude Rouget de Lisle, dans la nuit du 24 au 25 avril à la demande du maire de Strasbourg, Frédéric de Dietrich, qui a l'idée d'offrir aux troupes une marche militaire avant le déclenchement des combats. L'atmosphère survoltée verra le chant adopté par les volontaires marseillais qui le chanteront au cours de leur marche vers Paris tout au long du mois de juillet. Puis, son immense succès dans l'armée en fera un phénomène inédit, jusqu'à être déclaré chant national trois ans plus tard. 
Dans "Les très riches heures de l'humanité", Stefan Zweig recrée ainsi la scène du 22 juin, rue Thubaneau à Marseille : "Soudain, au beau milieu du festin, l’un des convives — il se nomme Mireur, il est docteur en médecine de l’Université de Montpellier — fait tinter son verre et se lève. On se tait, on le regarde. On attend un discours, une proclamation. Mais au lieu de cela, le jeune homme lève bien haut la main droite et entonne un chant qu’aucun d’entre eux ne connaît, et dont personne ne sait de quelle manière il est parvenu entre ses mains : « Allons enfants de la Patrie... » Et c’est alors un véritable embrasement ; l’étincelle a mis le feu aux poudres. (...) Chaque strophe est acclamée, il faut recommencer deux fois, trois fois la chanson, et déjà ils se sont approprié la mélodie, déjà, en proie à la plus grande exaltation, ils se lèvent d’un bond et, levant leur verre, reprennent le refrain en choeur, à pleine gorge : « Aux armes, citoyens ! Formez vos bataillons ! » Les curieux accourent de la rue pour connaître la cause d’un pareil déchaînement et chantent bientôt avec eux : le lendemain, la chanson est sur toutes les lèvres. Une réimpression la répand à des milliers d’exemplaires et lorsque les cinq cents volontaires se mettent en marche le 2 juillet, elle les accompagne dans leur voyage.  
Le 14 juillet 1795, le chant du Rhin devient hymne national sous le nom de La Marseillaise.

### La carrière militaire
Arrivé à Paris bien avant les volontaires marseillais pour rejoindre le bataillon de l'Hérault, François Mireur se présente à la Convention pour y apporter la contribution aux dépenses de guerre votée par la commune de Montpellier. Sur la recommandation de son père, maire d'Escragnolles, il prend l'attache du grassois Maximin Isnard, député et grande voix de la Gironde favorable à la guerre, puis rejoint le front. Il combat à Argonne, à Valmy, part avec l'armée de Dumouriez conquérir la Belgique et la Hollande. Officier à l'armée du Rhin, il devient chef de l'état-major du général Bernadotte et forme, avec un groupe d'officiers où se comptent Morand, Maison, Ney, et d 'autres, ce que d'aucuns auraient appelé "la bande à Kléber", animés par une certaine conduite qui contrastera avec celles des officiers d'Italie où, en février 1797, Mireur conduit les renforts commandés par Bernadotte pour soutenir les plans du général Bonaparte contre l'Autriche. Il se distingue au passage du Tagliamento, à la prise de Gradisca, Trieste, Laybach.  
Episode d'importance, Mireur découvre avec ses hommes les mines de vif-argent d'Idria en Carniole (Slovénie). Cette découverte, qui apportera plusieurs millions aux caisses de l'armée, facilitera les opérations de Bonaparte, alors en pleine ascension militaire et politique, sur fond de pillage et de corruption au sein de l'Armée d'Italie. "C'est peut-être un million que cette seule opération rapporta finalement à Bonaparte (...) lui faisait un placement sur l'avenir en achetant la fidélité de ses lieutenants, la complaisance des diplomates étrangers, la passivité du gouvernement français et le pinceau ou la plume de tous ces artistes et publicistes qui chantaient ses louanges, sans même parler du train de vie princier qui fut le sien après la fin de la campagne militaire en 1797. L'essentiel du magot fut dépensé en Italie, et c'est probablement avec assez peu d'argent qu'il rentra en France, (...) assurément moins riche que ses officiers."
C'est à la fin de cette campagne que Mireur est fait général, grade qu'il aurait refusé par deux fois. Bonaparte l'affecte quelques mois plus tard à l'armée de Rome commandée par Berthier. Celui-ci a pour mission d'occuper les Etats de l'Eglise après la mort, accidentelle ou volontaire, du général Duphot en décembre 1797, et d'y établir une république. A Rome, Mireur est l'un des principaux généraux qui commandent dans la cité avec Vial, Mouton, Murat, Belliard, Dallemagne et Cervoni. Avant la proclamation de la république, ses troupes prennent la citadelle papale, le château Saint-Ange, y plantent le Tricolore et entonnent La Marseillaise, au grand mécontentement de Bonaparte, attentif à une prise sans provocation. Malgré ce, Napoléon lui confie bientôt le commandement de la cavalerie de l'avant-garde de l'armée d'Orient, sous les ordres du général Desaix.C'est la campagne d'Égypte. 
Une semaine après le débarquement devant Alexandrie, Mireur est tué. Il a 28 ans : « C'est pendant le séjour de l'Armée à Damanhour, le 21 messidor, que fut tué le général de brigade Mireur, officier distingué. Les Arabes n'avaient point cessé de harceler les Français dans leur marche, et ils rôdaient autour du campement des divisions. Le général venait d'acheter un cheval arabe, et voulut sortir du camp pour l'essayer. Les avant-postes lui firent de vaines représentations sur les dangers auxquels il s'exposait en s'éloignant ; poussé par la fatalité, Mireur ne tint pas compte de ces avis et se porta au galop sur un monticule à deux cents pas des postes. Trois Arabes embusqués dans cet endroit entourèrent le général, le tuèrent et le dépouillèrent avant que les soldats de garde ne pussent venir à son secours ».
Les circonstances de sa mort ont fait l'objet de deux versions, la thèse du suicide ayant été évoquée. Plus que ce qui précède, le récit qui semble le plus fidèle à la réalité est qu'à la suite du conseil de guerre que Bonaparte réunit urgemment à Damanhour en raison de la gravité de la situation des troupes, terriblement éprouvées par la traversée du désert depuis Alexandrie, Mireur recommande de rembarquer pour l'Europe. Il s'agissait de s'assurer de la paix continentale en priorité, avant de revenir éventuellement en Égypte, avec une armée mieux préparée, tant celle-ci subit de plein fouet la dureté du pays en plein été et les attaques surprise incessantes des Bédouins. 
Dans ses mémoires militaires, un officier nommé Desvernois a reconstitué l'intervention de Mireur au conseil de guerre : "Le Directoire n’a eu qu’une pensée, aurait-il affirmé, éloigner d’Europe le héros qui portait ombrage à son insatiable ambition et son armée d’invincibles. Au lieu de mettre le pied en Égypte, il était prudent, une fois Malte conquise, de revenir sur la Sicile et de s’en emparer, de concert avec l’armée de Rome et des États romains. Le Directoire exécutif devait à sa dignité d’agir de la sorte. Ne savait-il pas que le perfide gouvernement de Naples, cédant aux sollicitations de l’Angleterre, venait de rentrer dans une coalition contre la France ? Quant à la Sardaigne, elle accepterait facilement une garnison jusqu’à la paix générale. Maîtres de Turin, nous tenions son roi. Dès lors, toute la Méditerranée nous appartenait, puisque Corfou, les îles ioniennes, Ancône et tout le littoral de la mer Adriatique étaient gardés par nos troupes ; les Anglais n’oseraient plus s’y montrer et l’on pourrait à loisir, par l’Égypte et la Syrie, marcher sur les Indes. Toutes ces grandes choses sont encore faciles à exécuter si l’armée regagne au plus vite ses vaisseaux et ses transports. On reviendra en Égypte plus tard, sans crainte de la marine anglaise ; on aura le temps de s’entendre avec la Sublime Porte pour chasser les Mamelouks et lui payer plus fidèlement que ces usurpateurs le tribut qu’elle exige. La France n’a-t-elle pas la pensée de faire de l’Égypte et de la Syrie des comptoirs qui jalonneront la route vers les colonies qu’elle établira dans l’Hindoustan, après qu’elle en aura chassé les Anglais ?"
Cette sortie valut à Mireur d'être suspendu de son commandement par Bonaparte qui, levant la séance, désigna le général Leclerc, son beau-frère, pour prendre la tête des cavaliers d'avant-garde de Mireur. Blessé et furieux, celui-ci aurait voulu s'isoler en dépassant les avant-postes, malgré les avis des officiers et généraux présents, dans un emportement qui lui coûtera la vie. D'aucuns voulurent voir dans cet enchaînement et cette exaspération un suicide déguisé, les abords du camp étant une zone connue de grand danger. D'autres prétendirent que Mireur se brûla effectivement la cervelle, pensant sa carrière finie. La version de Bonaparte dans ses récits de la Campagne d'Égypte, est plus succincte : "Le général de brigade Mireur, se rendant d'un bivouac à un autre malgré les observations qui lui firent les grand'gardes, fut surpris dans une petite vallée à cent pas d'elles par quatre Arabes et percé de coups de lance. C'était un officier distingué. L'armée le regretta." C'est le général Davout qui le remplaça à son commandement après sa mort.  
Napoléon fit une halte à Escragnolles, sur la future route Napoléon, à son retour de l'île d'Elbe et y rencontra la mère du général Mireur.  

### Postérité
Son nom est inscrit sur la 28e colonne de l'arc de Triomphe (pilier sud, face à l'avenue Kléber) et sur les tables de bronze de la galerie des batailles du château de Versailles. 
Une grande plaque en faïence colorée en l'honneur de "François Mireur, Héros de la Marseillaise" est apposée à l'entrée d'Escragnolles, sur la route Napoléon où, en 1939, pour le 150e anniversaire de la Révolution française, un projet de statue vit le jour à travers le Comité Mireur. Le président d'honneur en était Edouard Daladier, président du Conseil et élu provençal, le jury artistique qui désigna le sculpteur Victor Nicolas étant présidé par Paul Landowski. Il s'agissait d'une statue en pied dont les circonstances internationales empêchèrent l'exécution.